# Berislav Rončević

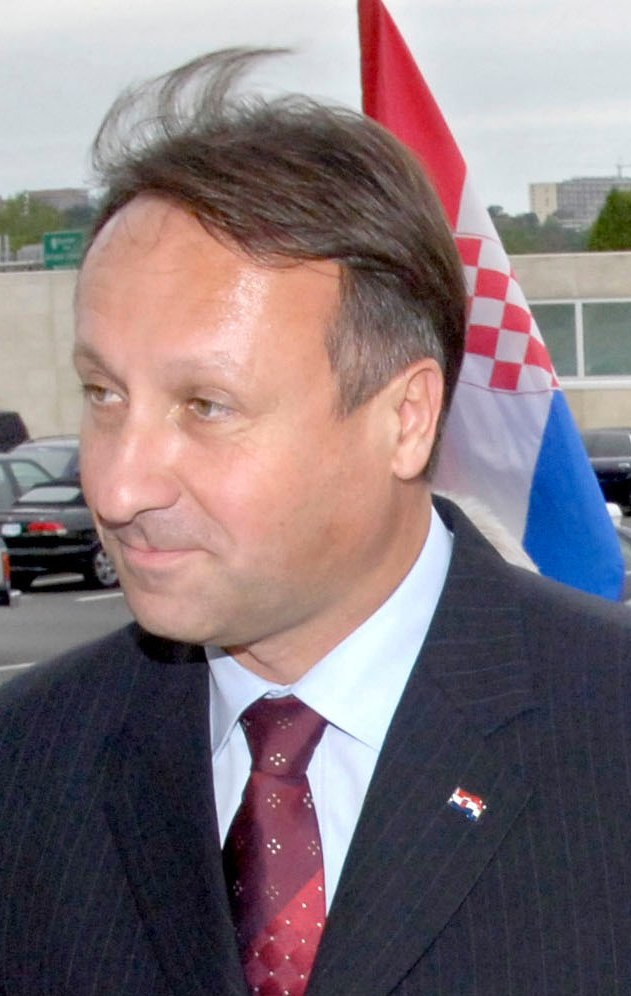
Berislav Rončević, (2006)

Berislav Rončević (nacido el 23 de junio de 1960) es un político croata,  exministro de Asuntos Internos y exministro de Defensa del Gobierno de Croacia.
Rončević nació en el pueblo de Borovik cerca de Đakovo. Se graduó de la Facultad de Leyes de la Universidad de Zagreb en 1985.
Ha sido miembro de la Unión Democrática croata (HDZ) desde 1990. Comenzó su carrera política representando su partido en la ciudad de Našice, y después dentro del Condado de Osijek-Baranja. Fue asesor del alcalde, y posteriormente el propio alcalde de Našice. Ha sido representante en el Parlamento croata desde 2000. Después de las elecciones parlamentarias en 2003 pasó a ser Ministro de Defensa.
En diciembre de 2010, Rončević fue condenado a cuatro años en prisión por presuntas irregularidades durante la adquisición de camiones del ejército en 2004. Después de que su veredicto culpable fuese anulada por la Corte Suprema en abril de 2013, Rončević fue absuelto en un segundo juicio en enero de 2014.
Rončević está casado y es padre de cuatro hijos.